# André Michel (konsthistoriker)
André-Paul-Charles Michel, född den 7 november 1853 i Montpellier, död den 13 oktober 1925 i Paris, var en fransk konsthistoriker.
Michel, som var lärjunge till Hippolyte Taine, var 1896–1920 conservateur vid Louvremuseets avdelning för medeltida och modern skulptur och professor vid École du Louvre. Michel medverkade i konsttidskrifter, utgav arbeten om François Boucher, Notes sur l'art moderne, La peinture française de David à Delacroix och redigerade det monumentala verket Histoire de l'art, som började utges 1905 (7 band utkom under hans livstid, ett åttonde utgavs postumt av Paul Vitry).